# Майоло
Майоло (итал. Maiolo) — коммуна в Италии, располагается в регионе Эмилия-Романья, в провинции Римини.
Население составляет 845 человек (2008 г.), плотность населения составляет 34 чел./км². Занимает площадь 24 км². Почтовый индекс — 61010. Телефонный код — 0541.
Покровителем коммуны почитается священномученик Власий Севастийский, празднование 3 февраля.

## Демография
Динамика населения:

## Администрация коммуны
- Официальный сайт: https://web.archive.org/web/20100417011738/http://www.comune.maiolo.pu.it/